# Пситеррор
Пситерро́р, пси-оперирование, психотронные пытки — концепция, распространённая в теориях заговора и городских легендах, согласно которой правительство либо иные люди, обладающие психотронным оружием/врождёнными пси-способностями (пси-операторы), используют электромагнитное и СВЧ-излучение, микроволновые слуховые эффекты, порталы, радиолокацию либо слежку для передачи «слуховых сигналов», внушения мыслей или управления телами своих жертв. Убеждение в данной теории у её приверженцев зачастую сопровождается слуховыми галлюцинациями в виде голосов и аутохтонным бредом.
Проявление подобных ощущений и мыслей объясняется множеством психиатров галлюцинациями (слуховыми, тактильными, обонятельными) как результата психотических расстройств. Симптоматика при этом соответствует параноидной шизофрении согласно DSM и Международной классификации болезней-10.
Также в психиатрии существует синдром Кандинского-Клерамбо, при котором человек считает, что его мысли были ему внушены либо его действия были инициированы кем-то другим. Это один из симптомов параноидной шизофрении первого ранга. При этом могут присутствовать идеаторный, сенсорный и моторный автоматизмы.

## Описание опыта людей
Опыт людей, которые якобы подвергаются психотронному преследованию с использованием эзотерических технологий, и влиянию психотронного оружия, различается, но зачастую он включает в себя такие симптомы, как вкладывание мыслей, «голосов», обращающихся к человеку по имени, высмеивающих его самого или окружающих, а также физические ощущения по типу жжения (сенестопатии). Таким людям кажется, что ими управляют извне, их мысли были наведены и принадлежат не им, и при этом их мысли известны людям вокруг. Помимо прочего, «жертвы» сообщают, что находятся под слежкой, производимой одним или несколькими людьми. В деятельности пси-операторов они обвиняют различные и порой противоречивые источники — от соседей по дому до инопланетян и мирового правительства. В качестве психотронного оружия ими зачастую указываются излучатели торсионных полей, ультразвука или иные технологии, работу которых они не понимают или не способны описать в полной мере.
Главный редактор научно-популярного издания N+1 Андрей Коняев в отношении пситеррора говорит, что «люди валят в кучу акустические пушки, микроволновые генераторы и проект по изучению полярных сияний». Приверженцы этой теории иногда используют новостные статьи, военные журналы и рассекреченные государственные документы в качестве подтверждения своей теории об обеспеченности государства технологическими разработками, позволяющими направлять голоса в головы людей и заставлять их чувствовать различные ощущения.
Множество сторонников данной теории живёт нормальной жизнью и способны преуспевать на работе, однако существуют и такие, кто находит подобный опыт сбивающим с толку и тревожным, иногда постыдным и резонансным, однако при этом полностью реальным.

## Вложение мыслей
«Стандартное» объяснение идеи вкладывания мыслей у человека характеризуется недостатком у него чувства свободы воли. Большая часть философов определяет чувство свободы воли как осознание субъектом того, что он инициирует или контролирует собственные действия. Согласно стандартному объяснению субъект не осознаёт того, что он является инициатором своих мыслей, но считает, что владеет ими в том смысле, что они находятся в его собственном сознании. Это объяснение является предметом споров, поскольку некоторые философы утверждают, что оно не способно объяснить различные детали: например, различие между «вложенными» и обычными мыслями, которые возникают у человека без его желания, а также мыслями, которые просто возникают под действием внешних сил.
В результате споров были предложены другие теории, пытающиеся учесть сложности, стоящие за этим феноменом. «Казуально-контекстуальное» объяснение идеи вкладывания мыслей фокусируется на недостатке у человека чувства собственности. Данная теория отличается от предыдущей тем, что вместо того, чтобы объяснять вкладывание мыслей недостатком чувства свободы воли, она теоретизирует, что субъекту не хватает чувства собственности, которое в свою очередь вызывает недостаток свободы воли. Предположительно, у пациентов с шизофренией в основном нарушен процесс интеграции информации, что иллюстрируется множеством симптомов шизофрении. Согласно казуально-контекстуальной теории, чувство восприятия человеком самого себя зависит от интеграции казуально-контекстуальной информации, и наличие патологий в этом умении объясняет необычный опыт вроде идеи внушения мыслей. Эта теория также подвергалась критике из-за определения «чувства собственности». В философской трактовке чувство собственности определяется как мысль, происходящая из пространства собственного разума. Однако, в самой казуально-контекстуальной теории чувство собственности определяется как чувство того, что мысль принадлежит человеку, её думающему. Исходя из этого различия, многие исследователи (например, Max Seeger, аспирант в Университете им. Генриха Гейне, исследующий феномен вкладывания мыслей, а также профессор философии Annalisa Coliva и др.) утверждают, что казуально-контекстуальная теория не является самостоятельной, а скорее лишь следствием из стандартной.

## Объяснение
Психолог Лоррэйн Шеридан является соавтором исследования гангсталкинга (групповое преследование, от англ. gang — банда) в Журнале судебной психиатрии и психологии. По словам Шеридан, «нужно думать о феномене пситеррора с точки зрения самих людей с параноидной симптоматикой, для которых идея о гангсталкинге является достаточным объяснением того, что с ними происходит». Специалисты в области психического здоровья считают, что «жертвы пситеррора» могут испытывать галлюцинации, тогда как их объяснения о том, что они стали чьей-то мишенью или подверглись преследованию проистекают из бредового расстройства либо психоза.
Профессор психиатрии Ральф Хоффман утверждает, что такие люди часто приписывают голоса в голове внешним источникам, таким как правительство, Бог или мёртвые родственники, и что бывает достаточно трудно переубедить их в том, что их вера в преследователей является бредом. Прочие эксперты сравнивают такие истории с рассказами о похищении инопланетянами.

## Конспирологические теории
Пропагандисты теории контроля разума верят, что им удалось найти отсылки к секретному оружию в государственной программе «Проект Пандора» — исследовании DARPA по изучению биологических и бихевиоральных эффектов СВЧ и радиационного излучения, начатом после инцидента «Московского сигнала», когда посольство Соединённых Штатов в Москве подверглось атаке при помощи микроволн; тогда же было обнаружено, что цель направления радиоволн на низких частотах заключалась в подслушивании и радиоглушении связи посольства, а не в контроле разума. Проекты комитета по научному обзору исследования Пандоры завершились выводом о том, что СВЧ-излучение невозможно применять для контроля разума. Также пропагандисты теории заговора часто ссылаются на патент Научно-исследовательской лаборатории ВВС США за 2002 год об использовании микроволн для передачи проговоренных слов в чьё-либо сознание. Несмотря на отсутствие доказательств того, что контроль разума с помощью микроволн существует, слухи о продолжении секретных исследований подпитывают беспокойство людей, верящих в то, что они стали жертвой пситеррора.
В 1987 году, в докладе Национальной академии наук, подготовленному по заказу Института военных исследований, психотроника была отмечена как один из «красочных примеров» утверждений о психической войне, которые появлялись в шутливых описаниях, газетах и книгах на протяжении 1980-х годов. В докладе, среди утверждений, проранжированных от «невероятных» до «возмутительно невероятных», упоминается пси-оружие, названное «гиперпространственной ядерной гаубицей», наряду с теорией о том, что Россия с помощью психотронного оружия вызвала легионеллёз и сумела потопить атомную подводную лодку USS Thresher. Комитет отметил, что хотя доклады и рассказы, также как потенциальные сферы применения такого оружия и существуют, тем не менее «нету никакой близкой к научной литературы, которая бы как-то подтверждала идеи пси-оружия».
Существует утверждение, что психотронное оружие изучалось в Российской Федерации в 1990-х годах военным аналитиком подполковником Тимофеем Л. Томасом, который заявил в 1998 году, что в России верят в возможность существования оружия, предназначенного для психической атаки на солдата, однако ни о каких работающих устройствах не сообщалось. В 2012 году министр обороны Российской Федерации Анатолий Сердюков и премьер-министр Владимир Путин оставили комментарии о планах предложений по разработке психофизического оружия. Научный редактор NBC Алан Бойл опроверг утверждение, что существование такого оружия вытекает из их слов, заявив, что «в комментариях Путина и Сердюкова нет ничего, что могло бы указывать на то, что Россия приблизилась к приобретению пси-оружия».
В западном сегменте теория заговора, связанная с пси-оружием, называется «targeted individuals» («TIs» — англ. «целевые лица») по обозначению людей, считающих себя жертвами пси-операторов.
По оценке газеты The New York Times за 2016 год, количество человек, определявших себя как целевые лица, составляло более 10 000.

## Сообщества
Существуют различные веб-сайты с поддержкой и взаимопомощью для опасающихся контроля разума людей. Психиатр Алан Дракер из Палм Спрингс определяет признаки бредового расстройства на многих таких сайтах, а также различные психологи сходятся во мнении, что подобные сайты негативно влияют на сами психические заболевания у людей; в то же время некоторые специалисты считают, что разделение проблем друг друга и взаимное принятие людей на этих сайтах могут выполнять функцию групповой терапии.
Опять же по мнению психолога Шеридан, суммарный контент в сети о пситерроре создаёт идеологическую эхо-камеру для сторонников этой теории вместо предоставления им психиатрической помощи.
В 2006 году в рамках британского исследования Вона Белла независимые психиатры установили явное присутствие признаков психоза, основываясь на оценке выборки из онлайн-аккаунтов, связанных с темой пситеррора — по мнению психиатров, их публикации были «весьма похожими на шизофрению». Другие психологи определили множество примеров, когда люди сообщали об их «опыте, связанным с контролем разума» на личных страницах. Такие записи включают упоминания «плохих парней», использующих «психотронику» и «СВЧ-излучение», также частое упоминание проекта ЦРУ MKULTRA и цитирование научной статьи, озаглавленной как «Реакция человеческой слуховой системы на модулированную электромагнитную энергию» (англ. «Human auditory system response to modulated electromagnetic energy»).
Существуют кампании, проводимые людьми, описывающими себя как жертвы пситеррора, нацеленные на прекращение применения психотронного и прочих видов оружия, якобы способного контролировать разум. Эти кампании получили определённую поддержку со стороны таких известных людей, как бывший конгрессмен США Деннис Кусинич, который включал запрет «психотронного оружия» в законодательство США в 2001 году, позже отменённый, и бывшего представителя штата Миссури Джима Гвеста.

В России же Федеральный закон от 13.12.1996 N 150-ФЗ (ред. от 26.07.2019) «Об оружии» (статья 6) включает в себя следующие строки:
На территории Российской Федерации запрещаются: Оборот в качестве гражданского и служебного оружия: оружия и иных предметов, поражающее действие которых основано на использовании радиоактивного излучения и биологических факторов; оружия и иных предметов, поражающее действие которых основано на использовании электромагнитного, светового, теплового, инфразвукового или ультразвукового излучения и которые имеют выходные параметры, превышающие величины, установленные в соответствии с законодательством Российской Федерации о техническом регулировании, законодательством Российской Федерации о стандартизации и соответствующие нормам федерального органа исполнительной власти, осуществляющего функции по выработке государственной политики и нормативно-правовому регулированию в сфере здравоохранения, а также указанных оружия и предметов, произведенных за пределами территории Российской Федерации.

## Известные преступления
Существуют преступники, заявлявшие о подверженности психотронным пыткам и совершившие преступления ввиду этой убеждённости — среди них имеют место и массовые убийства из огнестрельного оружия.
Фаед Абдо Ахмед — 20-летний молодой человек, который 13 августа 2013 года удерживал мужчину и двух женщин в заложниках в филиале Государственного банка в Тенсасе, Сент-Джозеф, в итоге он убил их и себя (см. en:Tensas State Bank hostage crisis). Расследование установило, что Ахмед страдал от психических проблем — голосов в голове и параноидной шизофрении. Ахмед обвинил семью своей бывшей девушки в имплантировании некоего «микрофонного устройства» в его голову.
16 сентября 2013 года в Вашингтонской военно-морской верфи Аарон Алексис застрелил 12 человек и ранил ещё троих из дробовика, на котором оставил надпись «My ELF weapon» («Моё сверхнизкочастотное оружие») перед тем, как был убит прибывшими полицейскими.
ФБР заключило, что Алексис страдал от «бредовой веры» в то, что он находился «под влиянием электромагнитных волн на экстремально низких частотах».
20 ноября 2014 года Майрон Мэй открыл стрельбу, ранив троих жителей и убил прибывших полицейских в кампусе Университета штата Флориды (см. en:History of Florida State University#2014 shooting). Перед случившимся он всё больше беспокоился о том, что находится под наблюдением правительства и слышит голоса.
Гэвин Юджин Лонг, убивший троих полицейских и ранивший ещё троих людей 16 июля 2016 года в Батон-руж, Луизиана (см. 2016 shooting of Baton Rouge police officers), был сторонником многочисленных антиправительственных движений и конспирологических теорий, но при этом в первую очередь являлся самым активным участником группы помощи людям, страдающим от «экспериментов по удалённому доступу к мозгу, дистанционного нейронного мониторинга всего человеческого тела».
Истории в прессе насчитывают случаи, когда лица, по-видимому убеждённые в том, что являются жертвами пситеррора, иногда убеждали судей в своей правоте. Так, в 2008 году Джеймс Велберт пришёл в суд с заявлением на своего бывшего партнёра по бизнесу, который после их ссоры угрожал ему «вспышкой излучения»; Джеймс заявил, что позже он почувствовал проявление таких симптомов, как ощущение удара током и слышимые в ушах странные звуки. Суд постановил издать запрет на применение с целью преследования «электронных средств» в отношении Велберта.